# Journal of Combinatorial Theory
Il Journal of Combinatorial Theory è l'insieme di due riviste accademiche inglesi di matematica combinatoria, pubblicate mensilmente dalla casa editrice Elsevier in formato cartaceo ed elettronico.

La Serie A si occupa principalmente di strutture matematiche, progettazione a blocchi e applicazioni della matematica combinatoria. La Serie B è invece inerente alla teoria dei grafi e dei matroidi. Le due riviste sono citate rispettivamente con le abbreviazioni di JCTA e JCTB.

## Storia
La rivista fu fondata nel 1966 da Frank Harary e Gian-Carlo Rota. Cinque anni più tardi, fu divisa in due periodici a causa della rapida crescita dei soggetti tematici trattati.
Articoli influenti pubblicati sulla rivista includono l'elegante dimostrazione di Katona del teorema di Erdős – Ko – Rado e una serie di articoli che coprono oltre 500 pagine, pubblicati dal 1983 al 2004, di Neil Robertson e Paul D. Seymour sull'argomento grafico minori, che insieme costituiscono la prova del Teorema di Robertson-Seymour.

Di seguito, viene riportata una selezione di articoli di particolare importanza storica:
- G.O.H. Katona, A simple proof of the Erdös-Chao Ko-Rado theorem, in Journal of Combinatorial Theory, Series B, vol. 13, n. 2, 1972,  pp. 183-184, DOI:10.1016/0095-8956(72)90054-8.
- Neil Robertson e P.D. Seymour, Graph Minors. I. Excluding a forest, in Journal of Combinatorial Theory, Series B, vol. 35, n. 1, 1983,  pp. 39-61, DOI:10.1016/0095-8956(83)90079-5.
- Neil Robertson e P.D. Seymour, Graph Minors. XX. Wagner's conjecture, in Journal of Combinatorial Theory, Series B, vol. 92, n. 2, 2004,  pp. 325-357, DOI:10.1016/j.jctb.2004.08.001.